# هرولد گولون
هرولد گولون (انگلیسی: Hérold Goulon؛ زادهٔ ۱۲ ژوئن ۱۹۸۸) بازیکن فوتبال اهل فرانسه است.
از باشگاه‌هایی که در آن بازی کرده‌است می‌توان به باشگاه فوتبال پافوس، باشگاه فوتبال میدلزبرو، باشگاه فوتبال بلکبرن روورز، باشگاه فوتبال اومانیا، باشگاه فوتبال دونکستر راورز، باشگاه فوتبال لو مان، باشگاه فوتبال زاویشا بیدگوشچ، و باشگاه فوتبال پاهانگ اشاره کرد.
وی همچنین در تیم ملی فوتبال زیر ۲۱ سال فرانسه بازی کرده‌است.